# Bicho bebe
Bicho bebe é um jogo de beber falado. Trata-se de um jogo de memória, onde quem tiver melhor memória, não bebe.

## Regras
O jogador que inicia o jogo, diz a seguinte frase "Cachorro bebe", o jogador a sua direita, por sua vez escolhe um animal e diz: "Cachorro não bebe, quem bebe é o camelo", (Camelo foi o bicho escolhido pelo jogador da vez). O jogador da vez, substitui camelo por um bicho de sua escolha e diz a frase substituindo o animal anterior. Quem esquecer ou falar o bicho errado, bebe a bebida pre-escolhida pelo grupo.